# Heterusia maculata
Heterusia maculata là một loài bướm đêm trong họ Geometridae.